# Árpád uszoda
Az Árpád uszoda egy Hajdúszoboszló területén található, nemzetközi sportesemények megrendezésére is alkalmas uszoda. 1992-ben adták át a komplexumot. Az uszodában edz a Hajdúszoboszlói Árpád Sportegyesület úszószakosztálya, valamint a város utánpótlás vízilabda csapata. Az 50 méteres, 8 pályás, feszített víztükörrel rendelkező fedett sportlétesítmény egész évben várja a sportolni vágyókat. Több rangos nemzetközi és hazai úszóversenynek is a helyszíne.

## Technikai paraméterek

### Úszómedence
- fedett: igen
- víztükör: feszített
- hossz: 50 méter
- pályák száma: 8
- víz hőfoka: 25–27 °C

### Tanmedence
- fedett: igen
- hossz: 15 méter
- víz hőfoka: 28–30 °C

### Gyógyvizes pihenő medence
- fedett: igen
- víz hőfoka: 32–35 °C
- száma: 2 db

### Külső gyógyvizes medence
- fedett: nem
- víz hőfoka: 34-35 °C
- száma: 1 db

## Sportrendezvények
- Megyei felmérő úszóverseny
- Árpád–Kupa országos úszóverseny
- Észak–alföldi Régió úszóbajnoksága
- Hungarospa nemzetközi úszóverseny

## Egyéb szolgáltatások
- szauna
- álló szolárium
- kondicionáló terem
- masszázs